# Leda 0764886
Leda 0764886 ou Galáxia Lapidada de Esmeralda é uma galáxia anã com um formato retangular, que se localiza à uma distância até a Terra de 21 Megaparsecs, no grupo NGC 1407 na constelação Eridanus. Residindo na camada de gás quente do halo galáctico da galáxia NGC 1407. Possuindo cerca de 329,418 anos-luz de diâmetro, uma magnitude aparente e absoluta na banda R de 14,3 e -17,3 e uma massa equivalente a {\displaystyle 10^{9}} massas estelares.

## Descoberta
A galáxia anã foi descoberta pelo telescópio Subaru por imagens retiradas pela câmera óptica chamada Subaru Prime Focus, com seu formato retangular tendo sido descoberto com o aumento da exposição na banda I, o que expôs objetos astronômicos localizados posteriormente à galáxia. Sendo ela catalogada no Banco de dados extragaláctico Lyon-Meudon juntamente com o Two Micron All-Sky Survey.

## Origem
Estima-se que a galáxia anã tenha tido origem na colisão de duas galáxias espirais, na qual  preexistentes das galáxias espirais foram espalhadas pela galáxia e entraram em órbitas maiores do que as originais, o que fez com que a galáxia adotasse um formato retangular e fizesse com que o gases da galáxia se condensasse, formando um disco constituído de estrelas envolta do núcleo da galáxia.